# Pronephrium insularis
Pronephrium insularis là một loài thực vật có mạch trong họ Thelypteridaceae. Loài này được (K. Iwats.) Holttum miêu tả khoa học đầu tiên năm 1972.